# Gloria Solache Vilela
Gloria Solache Vilela es una historiadora del arte española, especializada en los últimos años en la obra del pintor Francisco de Goya.
Ha trabajado para la Real Academia Española en el estudio de dibujos y estampas —de ahí nacería en 2004 la obra La colección de estampas Rodríguez-Moñino/Brey— y también para el Museo del Prado como técnica de museos del conocido como Gabinete de Dibujos, Estampas y Fotografías. Entre sus otros trabajos publicados se cuentan Cecilio Pizarro, ilustrador editorial (2016), Los dibujos de Carlos Luis de Ribera y las recientes adquisiciones del Museo del Prado (2018) y Francisco de Goya (1746-1828). Dibujos: Catálogo razonado. Volumen II 1771-1792 (2018), sobre aquellos papeles de los que se valió el pintor español a la hora de pintar sus cuadros. Ha colaborado también con la Real Academia de la Historia en la elaboración de la biografía de diversas figuras del mundo del arte.